# Pluguffan
Pluguffan település Franciaországban, Finistère megyében. Lakosainak száma 4229 fő (2022. január 1.). Pluguffan Combrit, Plogastel-Saint-Germain, Plomelin, Plonéis, Plonéour-Lanvern, Quimper és Tréméoc községekkel határos.

## Népesség
A település népességének változása:
| Lakosok száma | 1639 | 3107 | 3238 | 3314 | 3847 | 4005 | 4109 | 4179 | 4196 | 4229 |
|               | 1968 | 1982 | 1990 | 2006 | 2013 | 2015 | 2017 | 2019 | 2020 | 2022 |